# ダートグレード競走
ダートグレード競走（ダートグレードきょうそう）とは、日本の競馬において、地方競馬・中央競馬のダート交流重賞競走にGI〜GIIIならびにJpnI〜JpnIIIの格付けを行ったものである。発足当時は統一グレードと呼ばれることが多かった。

## 概要
日本全国で行われる重賞競走の中で、地方・中央の所属に関係なく出走できるダートの競走について、格付けを行う。格付けはGI〜GIII（国際格付けの得られたもの）ならびにJpnI〜JpnIII（国際格付けの得られていないもの）で行う。現在は日本中央競馬会（JRA）、地方競馬全国協会（NAR）、日本軽種馬協会、アジア競馬連盟日本代表からなる日本グレード格付け管理委員会が格付けを行っている。
ダートグレードの特徴は中央競馬・地方競馬で格付けが統一されており、中央競馬の格付けと同一の体系となっていることである（中央競馬でIに格付けられている競走はダートグレードでもIに格付けられている）。
2016年現在、2歳馬と牝馬限定のダートグレード競走は地方競馬のみに設定されている。
2022年現在、ダート競走を実施している主催者でダートグレード競走を施行していないのは岐阜県地方競馬組合（笠松競馬場）のみである（笠松競馬組合は2004年までは2競走施行していたが、2005年から廃止された）。また競馬場単位では中央競馬の函館競馬場・福島競馬場・小倉競馬場、地方競馬の水沢競馬場・姫路競馬場でもダートグレード競走が施行されていないが、地方競馬においては現在盛岡競馬場で施行されているダートグレード競走の一部が水沢競馬場にて施行された実績があり、中央競馬においては、1996年に設立されたシーサイドステークスが初回のみ函館競馬場で開催された（第2回以降はエルムステークスに改名の上、札幌競馬場での施行に変更）ほか、代替開催により函館競馬場、小倉競馬場での施行実績がある。よって、過去にダートグレード競走の施行実績がない現存の競馬場は福島競馬場と姫路競馬場のみである。

## 歴史
1995年の開放元年以降、中央競馬、地方競馬問わず全国各地で中央地方指定交流競走が設けられるようになった。そこでダート競走の位置づけを明確にして分かりやすく提供するため、全国的な基準によって格付けを行う機関として、1996年11月にJRA、NAR、全国公営競馬主催者協議会（全主協）の3者によって「ダート競走格付け委員会」を発足、1997年4月の競走よりダートグレードによる格付けが行われるようになった。委員会の委員には学識経験者・マスコミ関係者・生産関係者も加えられ、第三者機関としての性格も与えられている。
格付けは2006年まではGI・GII・GIIIが用いられてきたが、日本の国際セリ名簿基準委員会パート1国への昇格（競馬の競走格付け#日本のパート1昇格）に伴い2007年に格付け表記の変更が行われ、国際的に承認されたグレードを持っている競走は従来のGI、GII、GIIIで、それ以外の競走はJpnI、JpnII、JpnIIIで格付けられることとなった。なお、「ダートグレード競走」の呼称はそのまま存続する。
また上記昇格に伴い、自国の格付け委員会（日本グレード格付け管理委員会）を発足させることになったことから、ダート競走格付け委員会はこれに機能を移行して2008年10月に解散した。なおこれに伴い、NARではダート競走の体系化等について検討する機関として、ダート競走振興会議を発足させている。
2022年11月、JRA・NAR・全主協・地方競馬主催者の4者は「芝とダートを両輪とする日本競馬の発展を目指し、地方競馬が主体となってダート競走の体系」を整備することを目的に、2023年から翌2024年にかけて「3歳ダート三冠競走を中心とした体系整備」「2・3歳ダート短距離路線の整備」「既存ダートグレード競走の総括的な見直し」を柱とする「全日本的なダート競走の体系整備」に取り組むことを発表した。これにより、地方競馬におけるダートグレード競走の体系が創設以来大幅に変更されることとなった。2歳戦は2023年から、3歳および古馬の重賞改革は翌2024年から実施される。さらに将来的に「日本のダート競馬の国際的な評価を高める」とともに、ファンの間で長年言われてきた「地方競馬は中央競馬よりも格下」という固定観念を払拭する意味合いも込めて、地方競馬では2028年から段階的に「Jpn」表記の使用を取り止め、全てのダートグレード競走を国際競走とすることを目標としている。

## ダートグレードの設定
中央競馬を含む北半球の競馬は暦年（1月を基点とする）で進められているのに対し地方競馬が会計年度（4月を基点とする）によって行われているため、ダートグレードについては次のように格付けられる（以下の説明では年は暦年制に従い、年度は会計年度に従って記述する）。
- 3月に地方競馬の翌年度に当たる4〜12月のダートグレードの確定と翌年1〜3月までの暫定格付けを行う。中央競馬の競走についてはこの時点で未定なため、この年とほぼ同条件で競走が施行されるものとして格付けする。
- 11月に翌年のダートグレードの暫定格付けを行う。地方競馬の競走についてはこの時点で未定なため、この年度とほぼ同条件で競走が施行されるものとして格付けする。
- 各主催者の競走実施計画が定まった段階でダート競走格付け委員会を開催し、格付けを確定する。

なお2010年以後は、前身に同条件のオープン特別が行われていた場合を除き、重賞の新設がなされる場合は、当初原則として2年間は統一格付けなしの「新設重賞」（2年目以後は「重賞」）扱いとして行う。ただし地方競馬においては、主催者独自のグレードをつける場合はある。

## 出走要件
地方の競馬場で行われるダートグレード競走は、概ねフルゲートの半数以下の枠内で中央所属馬の出走が認められ、残りを地方所属馬の枠とする。

### 地方で開催される競走
地方側のレースに中央所属馬が出走する場合、および2023年までのGI東京大賞典については地方馬についても、NAR及び各主催者による出走馬選定委員会により選定された馬だけが出走できる。なお、全日本的なダート競走の体系整備に伴い、2024年4月以降に開催される競走からは、東京大賞典以外のダートグレード競走に出走を希望する地方馬も出走馬選定委員会を経なければならなくなった。
開催2週間よりも前かつ最も近い日曜日16時に東京・虎ノ門のJRA本部競走部で、中央所属馬について特別登録が受け付けられ、出走申し込みをしたすべての中央所属馬が、賞金上位順に発表される。翌日の月曜日に、開催競馬場において地方馬の出走申し込みが受け付けられた後、選定委員会の会合が行われ、選定馬と補欠馬が決まる。中央馬については、国際GI・JpnIでは最大7頭、JpnII以下は原則5頭が選定馬になり、他に補欠馬5頭以内が選ばれる。フルゲートから中央選定馬の頭数を引いた残りが地方側とし、選定馬と補欠馬が決定され、中央・地方の双方一括で発表される。
中央・地方共に、選定馬が開催3日前の枠順確定までに出走を回避した場合は、補欠馬が繰り上がる。開催前週末のいずれかの時点で、そこまでの出走回避馬、および補欠馬の繰り上がり、未定だった騎乗予定騎手の決定が、まとめて中間発表される。
なお、騎手については後述する中央で開催される重賞競走とは異なり、JRA所属馬でも地方所属騎手（所属問わず）の騎乗が可能である。

### 中央で開催される重賞競走への地方馬の出走
JRAが施行する重賞競走に地方馬が出走する場合は、JRA本部競走部が定めた出走馬選定基準により選定された馬、または競走ごとに指定されたステップレースで1着を取った馬が出走できる。なおGIのフェブラリーステークス、チャンピオンズカップに出走を希望する場合は、収得賞金がJRAのオープンクラスに相当する1601万円以上あることも必要とされている。
なお、地方所属馬が出走する場合の騎乗騎手は、JRAの内規にて出走馬が所属する地区の所属騎手に限られる。各種事情にて騎手の選定が叶わない場合はJRA所属騎手を選定し、その騎手が騎乗する。

ちなみにJRAがグランプリ競走と位置付けているGI宝塚記念、有馬記念、および国際招待GIジャパンカップについては、2024年（令和6年）まではフルゲート割れなどの事情がありJRA競走部が特に認めた場合に限り、収得賞金が1600万円未満の地方馬でも出走できた。このルールにより出走可能となった地方馬として、2023年ジャパンカップのクリノメガミエースの例がある。2025年（令和7年）からはフェブラリーステークス、チャンピオンズカップと同様にJRAオープンクラス相当の収得賞金が必要となり、3勝クラス相当以下の条件馬は出走できなくなった。

## 競走一覧（2025年）
GI・GII・GIIIは国際格付けのある競走、JpnI・JpnII・JpnIIIは国際格付けのない競走である（上記参照）。

### GIおよびJpnI競走
| 中央競馬・GI                                    | 地方競馬・GI | 地方競馬・JpnI |
| ----------------------------------------------- | ------------ | --- |
| - フェブラリーステークス - チャンピオンズカップ | - 東京大賞典 | - 川崎記念 - 羽田盃 - かしわ記念 - 東京ダービー - さきたま杯 - 帝王賞 - ジャパンダートクラシック - マイルチャンピオンシップ南部杯 - JBCレディスクラシック - JBCスプリント - JBCクラシック - 全日本2歳優駿 |

### GIIおよびJpnII競走
| 中央競馬・GII          | 地方競馬・JpnII |
| ---------------------- | --- |
| - プロキオンステークス | - ダイオライト記念 - 京浜盃 - 兵庫チャンピオンシップ - 名古屋グランプリ - エンプレス杯 - 関東オークス - 不来方賞 - 日本テレビ盃 - 東京盃 - レディスプレリュード - 浦和記念 - 兵庫ジュニアグランプリ |

### GIIIおよびJpnIII競走
| 中央競馬・GIII | 地方競馬・JpnIII |
| --- | --- |
| - 根岸ステークス - マーチステークス - アンタレスステークス - ユニコーンステークス - 平安ステークス - 東海ステークス - レパードステークス - エルムステークス - シリウスステークス - みやこステークス - 武蔵野ステークス - カペラステークス | - ブルーバードカップ - 佐賀記念 - クイーン賞 - 雲取賞 - かきつばた記念 - 黒船賞 - 兵庫女王盃 - 東京スプリント - スパーキングレディーカップ - マーキュリーカップ - クラスターカップ - 北海道スプリントカップ - ブリーダーズゴールドカップ - サマーチャンピオン - テレ玉杯オーバルスプリント - マリーンカップ - 白山大賞典 - エーデルワイス賞 - JBC2歳優駿 - 名古屋大賞典 - 兵庫ゴールドトロフィー |

### 年間レースレーティング
地方競馬全国協会（NAR）は毎年1月に前年地方競馬で実施されたダートグレード競走の年間レースレーティングを発表している。
年間レースレーティングは、当該競走における上位4着までの馬の公式レーティングの平均値をいう。この数値は、国際グレードにおける格付審査に対して用いられている。なお、牝馬限定競走以外のレースで、上位4着までに牝馬が入着した場合には、当該馬に牝馬アローワンス（一律4ポンド）を加算して算出される。2018年以降の結果は以下の通り。
太字は年間の最高レーティングのレース。
| 競走名                         | 格     | 出走条件      | 実施場 | 距離（m） | 2018年 | 2019年 | 2020年 | 2021年 | 2022年 | 2023年 |
| ------------------------------ | ------ | ------------- | ------ | --------- | ------ | ------ | ------ | ------ | ------ | ------ |
| 東京大賞典                     | GI     | 3（4）歳 以上 | 大井   | 2000      | 115.50 | 113.75 | 110.75 | 113.25 | 113.00 | 116.00 |
| 川崎記念                       | JpnI   | 3（4）歳 以上 | 川崎   | 2100      | 112.50 | 111.75 | 110.00 | 111.50 | 110.00 | 114.25 |
| かしわ記念                     | JpnI   | 3（4）歳 以上 | 船橋   | 1600      | 115.25 | 113.50 | 113.50 | 112.00 | 111.00 | 114.25 |
| 帝王賞                         | JpnI   | 3（4）歳 以上 | 大井   | 2000      | 114.00 | 114.25 | 116.50 | 114.50 | 116.25 | 115.25 |
| マイルチャンピオンシップ南部杯 | JpnI   | 3（4）歳 以上 | 盛岡   | 1600      | 114.50 | 112.50 | 113.50 | 112.50 | 113.25 | 113.00 |
| JBCクラシック                  | JpnI   | 3（4）歳 以上 | ※1     | ※1        | 115.00 | 111.25 | 114.75 | 116.50 | 114.00 | 116.25 |
| JBCスプリント                  | JpnI   | 3（4）歳 以上 | ※1     | ※1        | 111.00 | 106.75 | 112.00 | 108.25 | 113.75 | 111.50 |
| JBCレディスクラシック          | JpnI   | 3（4）歳 以上 | ※1     | ※1        | 105.75 | 104.50 | 103.75 | 103.25 | 107.75 | 107.00 |
| ジャパンダートダービー         | JpnI   | 3歳           | 大井   | 2000      | 112.50 | 110.25 | 105.00 | 108.25 | 111.25 | 109.50 |
| 全日本2歳優駿                  | JpnI   | 2歳           | 川崎   | 1600      | 105.75 | 105.75 | 101.50 | 104.75 | 106.75 | 101.50 |
| ダイオライト記念               | JpnII  | 3（4）歳 以上 | 船橋   | 2400      | 109.00 | 112.25 | 105.25 | 109.00 | 106.50 | 108.25 |
| さきたま杯                     | JpnII  | 3（4）歳 以上 | 浦和   | 1400      | 106.75 | 109.00 | 105.75 | 109.25 | 108.00 | 110.00 |
| 日本テレビ盃                   | JpnII  | 3（4）歳 以上 | 船橋   | 1800      | 113.50 | 103.75 | 106.75 | 107.75 | 111.25 | 110.00 |
| 東京盃                         | JpnII  | 3（4）歳 以上 | 大井   | 1200      | 110.00 | 108.00 | 110.00 | 110.75 | 109.75 | 108.25 |
| 浦和記念                       | JpnII  | 3（4）歳 以上 | 浦和   | 2000      | 110.50 | 108.50 | 109.00 | 107.75 | 106.00 | 108.00 |
| 名古屋グランプリ               | JpnII  | 3（4）歳 以上 | 名古屋 | 2500      | 108.50 | 106.25 | 105.25 | 105.00 | 109.25 | 107.25 |
| エンプレス杯                   | JpnII  | 3（4）歳 以上 | 川崎   | 2100      | 103.25 | 100.75 | 100.75 | 105.25 | 105.00 | 106.50 |
| レディスプレリュード           | JpnII  | 3（4）歳 以上 | 大井   | 1800      | 103.50 | 101.75 | 104.75 | 104.00 | 104.25 | 106.00 |
| 兵庫チャンピオンシップ         | JpnII  | 3歳           | 園田   | 1870      | 98.25  | 101.00 | 97.75  | 103.00 | 109.25 | 106.50 |
| 関東オークス                   | JpnII  | 3歳           | 川崎   | 2100      | 94.75  | 96.00  | 99.75  | 97.00  | 99.75  | 101.00 |
| 兵庫ジュニアグランプリ         | JpnII  | 2歳           | 園田   | 1400      | 100.75 | 101.50 | 103.25 | 101.50 | 100.25 | 102.50 |
| 佐賀記念                       | JpnIII | 3（4）歳 以上 | 佐賀   | 2000      | 103.00 | 103.00 | 102.00 | 100.50 | 99.50  | 102.50 |
| 黒船賞                         | JpnIII | 3（4）歳 以上 | 高知   | 1400      | 104.25 | 104.25 | 103.25 | 104.75 | 107.75 | 109.00 |
| 名古屋大賞典                   | JpnIII | 3（4）歳 以上 | 名古屋 | 1900      | 106.75 | 105.25 | 103.25 | 100.25 | 106.25 | 107.25 |
| 東京スプリント                 | JpnIII | 3（4）歳 以上 | 大井   | 1200      | 107.00 | 106.50 | 109.25 | 106.75 | 107.75 | 107.50 |
| かきつばた記念                 | JpnIII | 3（4）歳 以上 | 名古屋 | 1400      | 105.25 | 106.00 | 103.00 | 102.25 | 110.50 | 108.75 |
| 北海道スプリントカップ         | JpnIII | 3（4）歳 以上 | 門別   | 1200      | 104.25 | 103.00 | 104.00 | 103.75 | 110.75 | 104.50 |
| マーキュリーカップ             | JpnIII | 3（4）歳 以上 | 盛岡   | 2000      | 103.25 | 105.75 | 105.00 | 101.50 | 104.75 | 108.75 |
| クラスターカップ               | JpnIII | 3（4）歳 以上 | 盛岡   | 1200      | 102.00 | 104.75 | 107.25 | 104.50 | 111.00 | 110.50 |
| サマーチャンピオン             | JpnIII | 3（4）歳 以上 | 佐賀   | 1400      | 104.00 | 93.25  | 106.75 | 107.50 | 104.75 | 105.50 |
| テレ玉杯オーバルスプリント     | JpnIII | 3（4）歳 以上 | 浦和   | 1400      | 102.75 | 107.25 | 104.75 | 103.50 | 105.00 | 106.75 |
| 白山大賞典                     | JpnIII | 3（4）歳 以上 | 金沢   | 2100      | 105.75 | 106.75 | 107.25 | 110.50 | 106.50 | 110.25 |
| 兵庫ゴールドトロフィー         | JpnIII | 3（4）歳 以上 | 園田   | 1400      | 99.00  | 99.75  | 103.25 | 105.75 | 109.00 | 104.25 |
| TCK女王盃                      | JpnIII | 3（4）歳 以上 | 大井   | 1800      | 99.75  | 94.25  | 103.75 | 105.88 | 105.25 | 105.00 |
| マリーンカップ                 | JpnIII | 3（4）歳 以上 | 船橋   | 1600      | 103.25 | 93.25  | 97.00  | 104.75 | 99.00  | 94.75  |
| スパーキングレディーカップ     | JpnIII | 3（4）歳 以上 | 川崎   | 1600      | 102.25 | 98.00  | 102.00 | 100.75 | 103.75 | 103.50 |
| ブリーダーズゴールドカップ     | JpnIII | 3（4）歳 以上 | 門別   | 2000      | 101.00 | 102.50 | 99.50  | 103.75 | 100.75 | 99.75  |
| クイーン賞                     | JpnIII | 3（4）歳 以上 | 船橋   | 1800      | 97.00  | 101.50 | 91.25  | 96.75  | 104.50 | 100.75 |
| エーデルワイス賞               | JpnIII | 2歳           | 門別   | 1200      | 97.75  | 95.75  | 95.50  | 98.50  | 94.25  | 96.50  |
| JBC2歳優駿 ※2                  | JpnIII | 2歳           | 門別   | 1800      | 96.00  | 100.75 | 102.25 | 100.50 | 99.25  | 102.50 |

※1　JBCは持ち回り開催のため年度によって競馬場・施行距離が、その都度変更になる。

※2　2019年以前のレース名は「北海道2歳優駿」。

## 2024年に新規・昇格格付けされた競走
3歳戦はいずれも2024年開始の3歳ダート三冠新設と競走体系整備に伴うもので、2023年まで南関東準重賞のブルーバードカップを除き、これまでの地方競馬主催者による独自格付けからの新規格付けとなる。さきたま杯は春季短距離路線の最高峰レースとして現行のJpnIIからの昇格となる。
3歳
- JpnI
  - 羽田盃 - 南関東SIより昇格
  - 東京ダービー - 南関東SIより昇格
- JpnII
  - 京浜盃 - 南関東SIIより昇格
  - 不来方賞 - 岩手M1より昇格（ダービーグランプリと統合）
- JpnIII
  - ブルーバードカップ - 南関東準重賞より昇格[23]
  - 雲取賞 - 南関東SIIIより昇格

3歳以上
- JpnI
  - さきたま杯 - JpnIIより昇格

## 格付け外・廃止となったダートグレード競走（2024年現在）
以下はレース自体は存続しているがダートグレード競走でなくなった、または競馬場廃止やレース自体が廃止になったものの一覧。廃止の理由の詳細については各記事を参照。
格付け表記はいずれも当時のものであり、2006年までは国際格付けの有無によらず「GI, GII, GIII」で表記（「歴史」節を参照）。「格付け外競走へ移行」「廃止」の区分は、格付け外競走に移行してから廃止した場合や一度廃止してから再開した場合については、最新の状況を優先する。

### 格付けなし競走として施行
| 競走名     | 競馬場 | 格付け（格付け期間） | 備考 |
| ---------- | ------ | -------------------- | --- |
| 神奈川記念 | 川崎   | なし                 | 川崎記念が現行の1月（年度によっては2月）から4月に移設されることになり、地方競馬の会計年度の関係で2023年度に川崎記念が実施されなくなることから、代替として2023年限りの競走として施行。 |

### 格付け外競走へ移行
| 競走名                   | 競馬場 | 格付け（格付け期間）                  | 備考 |
| ------------------------ | ------ | ------------------------------------- | --- |
| 東海菊花賞               | 名古屋 | GII（1997年 - 2000年）                | 東海地区限定の競走に移行（のちに対象地区を拡大）。ダートグレード競走としての施行条件は名古屋グランプリとして承継された。 |
| オグリキャップ記念       | 笠松   | GII（1997年 - 2004年）                | 東海・北陸・近畿地区限定の競走に移行（のちに対象地区を拡大）。                                                           |
| 全日本サラブレッドカップ | 笠松   | GIII（1997年 - 2004年）               | 2005年より笠松グランプリ（東海・北陸・近畿地区限定、のちに対象地区を拡大）へ移行。                                       |
| 名古屋優駿               | 名古屋 | GIII（1997年 - 2003年） GII（2004年） | 「東海ダービー」へ改称し東海地区限定の競走に移行（のちに対象地区を拡大）。                                               |

### 廃止
| 競走名                       | 競馬場   | 格付け（格付け期間）                              | 備考 |
| ---------------------------- | -------- | ------------------------------------------------- | --- |
| スーパーダートダービー       | 大井     | GII（1997年 - 1998年）                            | 「スーパーチャンピオンシップ」へ改称し南関東限定の競走へ移行。競走自体は2002年限りで廃止。                                                 |
| 朱鷺大賞典                   | 公営新潟 | GIII（2000年 - 2001年）                           | 新潟県競馬の廃止により当競走も廃止。 |
| さくらんぼ記念               | 上山     | GIII（1998年 - 2003年）                           | 上山競馬の廃止により当競走も廃止。 |
| グランシャリオカップ         | 旭川     | GIII（1997年 - 2003年）                           | 公式発表では廃止ではなく「休止」としている。                                                                                               |
| 群馬記念                     | 高崎     | GIII（1997年 - 2004年）                           | 高崎競馬の廃止により当競走も廃止。 |
| とちぎマロニエカップ         | 宇都宮   | GIII（2001年 - 2004年）                           | 宇都宮競馬の廃止により当競走も廃止。 |
| サラブレッドチャレンジカップ | 金沢     | GIII（1999年 - 2004年）                           | 公式発表では廃止ではなく「休止」としている。                                                                                               |
| 北海道2歳優駿                | 門別     | GIII（1997年 - 2006年） JpnIII（2007年 - 2019年） | 2006年 - 2007年は札幌競馬場で施行。2020年よりJBC2歳優駿へ発展解消。                                                                        |
| ダービーグランプリ           | 盛岡     | GI（1997年 - 2006年） JpnI（2007年）              | 1998年は水沢競馬場で施行。2007年限りで一旦廃止。2010年に水沢競馬場にて地方競馬全国交流競走として復活。2023年限りで不来方賞と統合され廃止。 |

1. 1 2 3 4 5  中央・地方交流競走としての施行は1996年より。
2. 1 2  中央・地方交流競走としての施行は1995年より。
3. ↑  2007年は馬インフルエンザの影響によりダートグレード競走としての施行を取りやめたため、実際にグレード付きの競走として施行されたのは2006年が最後である。当該記事を参照。